# Sky Show
Sky Show byl zábavní televizní kanál provozovaný společností SKY Italia, vyslaný v její satelitní platformě na pozici 116.
Kanál vysílal italské komické pořady, jako Shake It, který si kanál produkoval sám, nebo klasickým Scherzi a parte (produkovaným kanálem Happy Channel), mezinárodní pořady, sitcomy a televizní filmy. Dne 21. dubna 2009 byl kanál zrušen poté, co byl Sky Vivo znovu spuštěn jako Sky Uno, a 1. srpna 2015 byl zaniklý kanál nahrazen novým kanálem MTV.it.

## Pořady

### Televizní seriály
- Aída
- H
- Rodney
- Crumb
- Radio Sex
- Moonlighting
- Tre cuori in affitto
- Absolutely Fabulous
- Green Wing
- Sport Night
- Weeds
- Cuori senza età
- Birra e patatine
- Samantha Oups!

### Show
- Shake It
- Geppi Hour
- Scherzi a parte Remix
- Seven Show

### Filmy
- Funny and Gay movies (každý pátek večer ve 21 hodin v roce 2007)

### Reality Shows
- Od 12. ledna 2009 byla vysílána reality show Grande Fratello 9 (24 hodin denně živě)